# هاکان بوسکه
هاکان بوسکه (انگلیسی: Håkan Buskhe) کارآفرین و مدیر ارشد اجرایی اهل سوئد است، که هم‌اکنون بعنوان مدیرعامل گروه ساب فعالیت می‌کند.